# Tournedos-Bois-Hubert
Tournedos-Bois-Hubert és un municipi francès situat al departament de l'Eure i a la regió de Normandia. L'any 2007 tenia 336 habitants.

## Demografia

### Població
El 2007 la població de fet de Tournedos-Bois-Hubert era de 336 persones. Hi havia 129 famílies de les quals 40 eren unipersonals (13 homes vivint sols i 27 dones vivint soles), 31 parelles sense fills i 58 parelles amb fills.
La població ha evolucionat segons el següent gràfic:
Habitants censats

### Habitatges
El 2007 hi havia 129 habitatges, 127 eren l'habitatge principal de la família i 2 eren segones residències. 122 eren cases i 7 eren apartaments. Dels 127 habitatges principals, 115 estaven ocupats pels seus propietaris, 4 estaven llogats i ocupats pels llogaters i 8 estaven cedits a títol gratuït; 1 tenia dues cambres, 10 en tenien tres, 38 en tenien quatre i 78 en tenien cinc o més. 99 habitatges disposaven pel capbaix d'una plaça de pàrquing. A 51 habitatges hi havia un automòbil i a 71 n'hi havia dos o més.

### Piràmide de població
La piràmide de població per edats i sexe el 2009 era:
| Homes | Edats   | Dones |
| ----- | ------- | ----- |
| 0     | 95 o +  | 0     |
| 0     | 90 a 94 | 0     |
| 0     | 85 a 89 | 0     |
| 0     | 80 a 84 | 4     |
| 4     | 75 a 79 | 4     |
| 0     | 70 a 74 | 0     |
| 0     | 65 a 69 | 4     |
| 8     | 60 a 64 | 0     |
| 12    | 55 a 59 | 8     |
| 8     | 50 a 54 | 20    |
| 20    | 45 a 49 | 12    |
| 24    | 40 a 44 | 20    |
| 8     | 35 a 39 | 20    |
| 8     | 30 a 34 | 0     |
| 4     | 25 a 29 | 8     |
| 4     | 20 a 24 | 4     |
| 12    | 15 a 19 | 24    |
| 16    | 10 a 14 | 20    |
| 12    | 5 a 9   | 12    |
| 4     | 0 a 4   | 12    |

## Economia
El 2007 la població en edat de treballar era de 226 persones, 180 eren actives i 46 eren inactives. De les 180 persones actives 171 estaven ocupades (91 homes i 80 dones) i 9 estaven aturades (1 home i 8 dones). De les 46 persones inactives 13 estaven jubilades, 16 estaven estudiant i 17 estaven classificades com a «altres inactius».

### Ingressos
El 2009 a Tournedos-Bois-Hubert hi havia 138 unitats fiscals que integraven 381 persones, la mediana anual d'ingressos fiscals per persona era de 20.202 €.

### Activitats econòmiques
Dels 8 establiments que hi havia el 2007, 5 eren d'empreses de construcció, 1 d'una empresa de comerç i reparació d'automòbils, 1 d'una empresa de transport i 1 d'una empresa de serveis.
Dels 5 establiments de servei als particulars que hi havia el 2009, 1 era una gendarmeria, 3 lampisteries i 1 electricista.
L'únic establiment comercial que hi havia el 2009 era una botiga de material esportiu.
L'any 2000 a Tournedos-Bois-Hubert hi havia 9 explotacions agrícoles que ocupaven un total de 610 hectàrees.

## Equipaments sanitaris i escolars
El 2009 hi havia una escola elemental integrada dins d'un grup escolar amb les comunes properes formant una escola dispersa.

## Poblacions més properes
El següent diagrama mostra les poblacions més properes.